# Rob Hedden
Robert Ray Hedden (* 2. März 1954 in Los Angeles, Kalifornien) ist ein US-amerikanischer Drehbuchautor, Filmregisseur und Filmproduzent. Er hat für zahlreiche Actionfilme das Drehbuch geschrieben und auch Regie geführt, unter anderen bei Knight Rider 2000 produziert.

## Leben und Karriere
Rob Hedden wurde in Los Angeles geboren und wuchs in Laguna Beach auf. Als Schüler der dortigen High School begann er, Kurzfilme zu drehen. Danach studierte er am Orange Coast College Film und Musik und wechselte anschließend zum Brooks Institute, um weiter Film zu studieren. Nach seinem Abschluss arbeitete Hedden rund sieben Jahre für die Universal Studios. 1989 schrieb und inszenierte er seinen ersten Spielfilm Freitag der 13. Teil VIII – Todesfalle Manhattan und es folgten weitere Produktionen.

## Filmografie
- 1985: What Is Brazil? (Buch und Produktion)
- 1987: Alfred Hitchcock präsentiert (2 Folgen, Buch)
- 1987: MacGyver (14 Folgen, Buch)
- 1988–1989: Erben des Fluchs (4 Folgen, Buch und 2 Folgen Regie)
- 1989: Freitag der 13. – Todesfalle Manhattan (Friday the 13th Part VIII: Jason Takes Manhattan) (Buch und Regie)
- 1991: Knight Rider 2000 (Buch und Produktion)
- 1995: The Colony – Umzug ins Verderben (Buch und Regie)
- 1995: David Balfour – Zwischen Freiheit und Tod (Buch)
- 1995: Simon & Simon: In Trouble Again (Buch und Produktion)
- 1996: Strange Luck – Dem Zufall auf der Spur (1 Folge Buch)
- 1997: Flucht ohne Wiederkehr (Regie)
- 1997: Die Jagd nach dem Baby (Buch und Produktion)
- 1999: Dying to Live (Regie)
- 1999: Entführung im Paradies (Regie)
- 2000: Alien Attack – The Final Invasion
- 2002: Clockstoppers (Buch und Produktion)
- 2002: Twilight Zone (1 Folge Buch)
- 2007: Boxboarders!  (TV-Serie, Regie und Produktion)
- 2007: Die Todeskandidaten (Buch)
- 2011: Küssen verboten! – Honeymoon mit Hindernissen (Regie)
- 2019: Pupu Papa (TV-Serie, Regie und Produktion)